# 洮砚
洮砚为中国四大名砚之一，与端砚、歙砚齐名。砚材产自甘肃卓尼县洮砚乡喇嘛崖、水泉湾一带的洮河峡谷中，分布地带长约25公里、宽约2.5公里。洮砚的特点是发墨快、研墨细、不伤笔毫。洮砚在宋代就为当时文人所珍视，苏轼《鲁直所惠洮河石砚铭》赞美洮砚:“洗之砺、发金铁。 琢而泓，坚密泽……”。黄庭坚诗云： “久闻岷石鸭头绿，可磨桂溪龙文刀。 莫嫌文吏不知武，要试饱霜秋兔毫”。

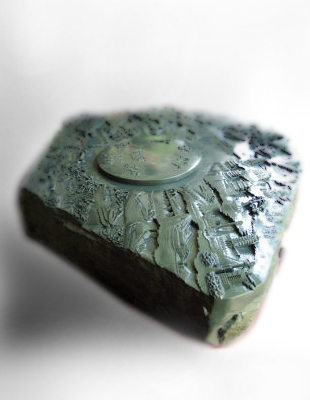
洮砚

## 洮砚砚材特征
- 洮砚石料而具备的基本特征是：[來源請求]
  - 结构细密 洮河绿石为沉积岩中粘土岩类，颗粒细密，粒径在0.01毫米以下，密度在3.04克/立方厘米左右。石料中含多种金属粒子，所以发墨快，墨汁细而有光泽，有“滑不拒墨、涩不滞笔的优点”。
  - 滋润滑腻 洮砚石料矿带毗邻洮河河床，石材水份充足，抛光后手感细滑，呵气即出水珠。由于石材结构紧密，水分不易散发，因而既不渗水，且贮墨日久不干。有“虽酷暑而倾墨不干”的美誉。
  - 硬度适中 洮砚石料硬度为摩氏三度，适于雕琢。其板页岩结构劈理发育良好，石性温和，质硬而不脆，为制砚的理想石材。
  - 色泽典雅 洮砚石料是以绿色为主，其它种类的石质如：墨绿、碧绿、辉绿、翠绿、淡绿、暗红、淡紫、柳叶青、䴙鹈血……。